# پالستینا (کالداس)
پالستینا (انگلیسی: Palestina, Caldas) نام شهری در کشور کلمبیا است.